# Joensuu
Joensuu (v překladu „Ústí řeky“) je hlavní město provincie Severní Karélie ležící ve východním Finsku.
Město bylo založeno v roce 1848 ruským carem Mikulášem I. a v současnosti v něm žije přibližně 74 000 obyvatel. Město je charakteristické přírůstkem obyvatelstva. Na této charakteristice se podílí zejména administrativní změny. V roce 2005 se Joensuu sloučila se sousedními obcemi Kiihtelysvaara a Tuupovaara, v roce 2009 dále s obcemi Eno a Pyhäselkä.
Vzdálenost od Helsinek je přibližně 440 km, od ruských hranic přibližně 80 km.
Ve městě se nachází kampus Východofinské univerzity (finsky Itä-Suomen yliopisto), která vznikla sloučením Joensuuské a Kuopioské univerzity v roce 2010. A také Karelská univerzita aplikovaných věd (finsky Karelia-ammattikorkeakoulu). Také díky přítomnosti těchto univerzit je Joensuu populačně velmi mladé město, téměř 20 000 obyvatel jsou žáci a studenti.
Joensuu bývá přezdíváno „Hlavní město Evropy v lesnictví“, neboť zdejší univerzity a další instituce se specializují na lesnictví, které bylo a je významným průmyslovým odvětvím tohoto regionu. V Joensuu sídlí Evropský lesnický institut.

## Historie
Město Joensuu založené carem Mikulášem I. je regionálním centrem a hlavním městem Severní karélie. V průběhu 19. století bylo město střediskem výroby a obchodu. Vodní doprava nabyla na významu stavbou kanálu Saimaa. Který následně umožnil čilý obchod mezi regiony Severní Karélie, Petrohradem a Střední Evropou. Ke konci 19. století bylo Joensuu jedním z největších přístavních měst ve Finsku.

## Univerzity v Joensuu
Východofinská univerzita v Joensuu byla založena v roce 1969 a v současné době nabízí studium na osmi fakultách: pedagogická fakulta, lesnická fakulta, fakulta humanitních věd, právnická fakulta, ekonomická a obchodní administrativní fakulta, fakulta sociálních věd a regionálních věd, přírodovědecká a teologická fakulta. Vedle hlavního univerzitního kampusu, který je umístěn v centru města je vedlejší kampus umístěn ve 140 kilometrů vzdálené Savonlinně, ve kterém sídlí katedry učitelských věd a centrum turistických studií, a ve městě Kuopio.
Hlavní oblasti vzdělání a výzkumu jsou v oblasti vzdělání a lidského rozvoje, lesnictví a přírodního prostředí, informačních technologiích, přeshraniční studia a Rusko.
Univerzita má přibližně 15 000 studentů, 2 800 zaměstnanců a také velmi dobré mezinárodní vztahy s jinými univerzitami po celém světě.
Druhou univerzitou sídlící v Joensuu je Karelská univerzita aplikovaných věd. Ta vznikla v roce 1992 a nabízí studium na sedmi fakultách: ekonomická fakulta, fakulta lesnictví, fakulta umění, fakulta přírodních věd, fakulta turismu, lékařská fakulta a fakulta technologicko-komunikační. Školu navštěvuje přibližně 4 000 studentů.

## Zajímavosti

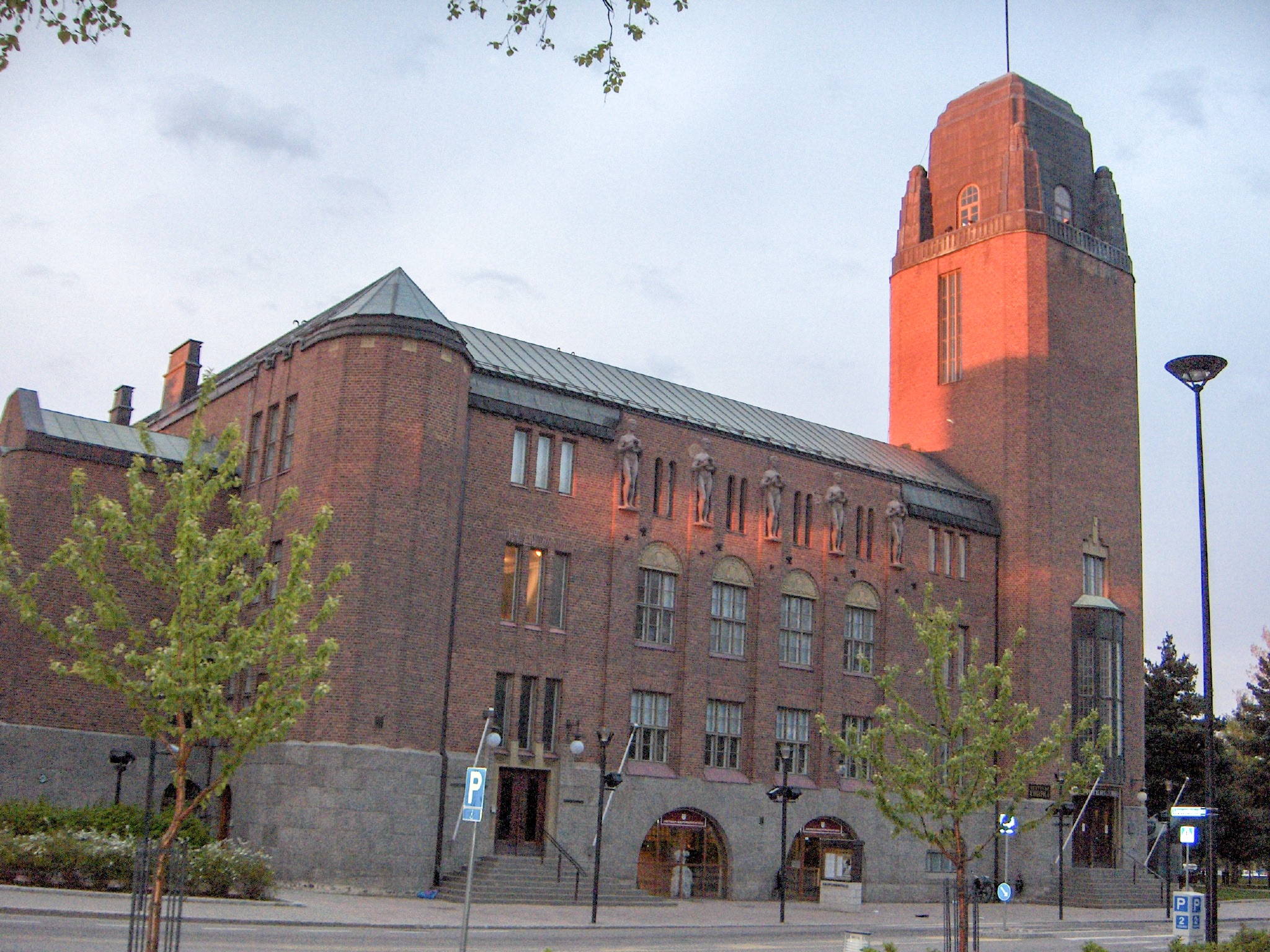
Joensuuská radnice z roku 1914 od architekta Eliela Saarinena

Sportovní hala v Joensuu (Joensuun Areena) je největší dřevěnou stavbou ve Finsku. Pod střechou haly se nachází mj. hřiště na basketbal, 3 hřiště na florbal, 5 běžeckých drah, posilovna, lezecká stěna nebo sektory pro skok daleký a skok do výšky.